# Полянська-Карпенко Ольга Петрівна
Полянська-Карпенко Ольга Петрівна (1869, Новочеркаськ  — 1943, Київ) — українська співачка (контральто) і драматична актриса характерного плану. Відома за виступами в Театрі Миколи Садовського (1906—1914). Дружина Іва́на Олекса́ндровича Мар'я́ненка.

## Життєпис
Народилась у 1869 році в Новочеркаську.

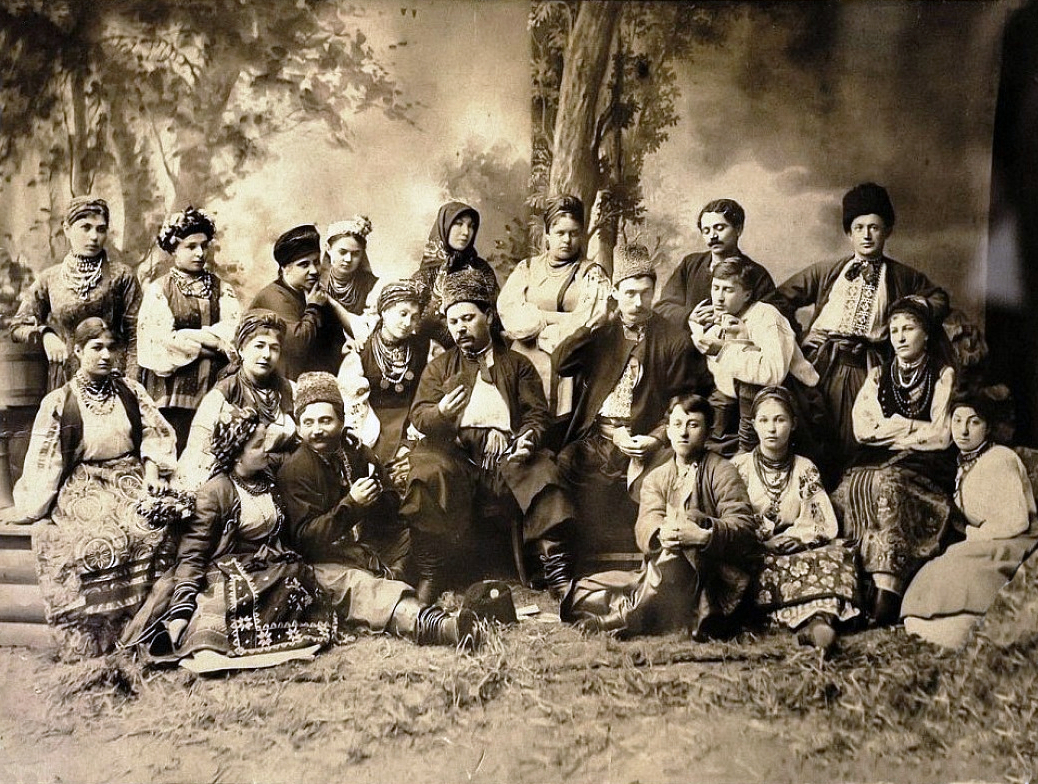
Трупа Кропивницького (сцена гри у карти), друга пол. 1880-х рр. Вгорі, з лївого боку починаючи: Нечай, Черновська, Затиркевич, Мартиненко, Нечай, Переверзева, Глєбов, Загорський.
Середнїй ряд: Доленко, Маркова, Заньковецька, Кропивницький, Садовський, Петро Карпенко, Ратмірова.
На долї: Хильченко (Тобилевичева), Саксаганський, Максимович, Полянська, Косюра

Творчу діяльність почала 1884 року в трупі Марка Кропивницького. Згодом працювала в трупах Онисима Суслова, Миколи Садовського, Панаса Саксаганського, у Державному драматичному театрі ім. Т. Г. Шевченка у Києві., Національному зразковому театрі (з серпня 1917). У 1915—1916 входила до «Товариства українських артистів під керівництвом І. А. Мар'яненка, за участі М. К. Заньковецької і П. К. Саксаганського».
Найкращі ролі:
- Фена («Шельменко-Денщик» Г. Квітки-Основ'яненка)
- Гордиля («Циганка Аза» М. Старицького)
- Настя («Дві сім'ї» М. Кропивницького)
- Хане Двойра («Міреле Ефрос» Я. Ґордіна)
- Лимериха («Лимерівна» П. Мирного)
- Кукушкіна («Тепленьке місце» О. Островського).

У 1925 завершила виступи на сцені.
Померла у Києві в 1943 році. Похована «на Новобайковому цвинтарі, на нижчій терасі, з тилу за корифеями; залізний хрест, бляшана табличка з написом: „Артистка украинского театра Ольга Петровна Полянская“».